# Ctenoplusia camptogamma
Ctenoplusia camptogamma är en fjärilsart som beskrevs av George Francis Hampson 1910. Ctenoplusia camptogamma ingår i släktet Ctenoplusia och familjen nattflyn. Inga underarter finns listade i Catalogue of Life.